# Цамутали, Александр Сергеевич
Александр Сергеевич Цамутали (22.09.1928 г. — 31.01.2005 г.) — советский и узбекистанский учёный в области экономики сельского хозяйства, член-корреспондент ВАСХНИЛ (1978), академик Узбекской академии с.-х. наук (1991).

## Биография
Родился в г. Пржевальск Киргизской ССР. Окончил Ташкентский СХИ (1952).
- 1952—1960 лаборант, старший научный сотрудник, заведующий отделом экономики Всесоюзного НИИ хлопководства.
- 1960—1976 заведующий отделом, заместитель директора по науке Среднеазиатского НИИ экономики сельского хозяйства.
- 1976—1991 заместитель председателя Среднеазиатского отделения ВАСХНИЛ.
- 1991—1997 вице-президент Узбекской академии с.-х. наук.
- 1997—2000 главный учёный секретарь Узбекского научно-производственного центра сельского хозяйства.
- с 2000 научный консультант Узбекского НИИ рыночных реформ.

Доктор экономических наук (1973), профессор (1977), член-корреспондент ВАСХНИЛ (1978), академик Узбекской академии с.-х. наук (1991).
Заслуженный деятель науки УзССР (1989). Награждён орденами Трудового Красного Знамени (1981), «Знак Почёта» (1966), медалями СССР и Республики Узбекистан.
Опубликовал около 200 научных работ, в том числе 5 монографий.
Сочинения:
- Основные фонды и капиталовложения колхозов Узбекистана. — Ташкент: Госиздат УзССР, 1964. — 76 с.
- Проблемы расширенного воспроизводства в хлопкосеющих колхозах Узбекистана / МСХ УзССР. НИИ экономики сел. хоз-ва. — Ташкент: Фан, 1972. — 284 с.
- Проблемы аграрно-промышленной интеграции в хлопководстве / соавт.: Р. Г. Андреева, В. Н. Сорокин; Среднеазиат. НИИ экономики сел. хоз-ва. — Ташкент: Фан, 1982. — 79 c.
- Улучшение использования основных производственных фондов / соавт. А. Д. Джалилов. — Ташкент: Узбекистан, 1984. — 112 с.
- Агропромышленная интеграция в хлопководстве и перспективы ее развития: обзор. — Ташкент, 1985. — 38 с.